# Ондруш, Антон
А́нтон О́ндруш (словац. Anton Ondruš; 27 марта 1950, Солчаны, Чехословакия) — чехословацкий футболист, выступавший на позиции центрального защитника. В середине 1970-х годов считался одним из лучших центральных защитников в Европе.
Чемпион Европы 1976 года, бронзовый призёр чемпионата Европы 1980 года.

## Карьера

### Клубная
Воспитанник братиславского «Слована», Антон Ондруш начинал на позиции нападающего, играл без особого успеха. Считалось, что из-за медлительности и нерешительности он не сможет заиграть в команде, но затем тренер Йозеф Венглош перевёл его в центр обороны, где Ондруш быстро стал незаменимым игроком. В составе «Слована» он дважды становился чемпионом Чехословакии, а в сезоне 1973/74 команде удался дубль. Долгое время Ондруш был капитаном братиславского клуба. Часть сезона 1977/78 Антон Ондруш отыграл в «Дукле» (Банска-Быстрица), затем вернулся в «Слован». В чехословацкой лиге сыграл 226 матчей, забил 38 мячей.
С 1981 года Ондруш играл в зарубежных клубах: бельгийском «Брюгге», французском «Тононе», швейцарском «Биле». Карьеру футболиста завершил в 1989 году.

### В сборной
Дебют Антона Ондруша в составе сборной Чехословакии состоялся 27 марта 1974 года в товарищеском матче против сборной ГДР в Дрездене, а 25 сентября, во встрече с тем же соперником, Ондруш забил свой первый гол за сборную. Антон Ондруш был капитаном сборной Чехословакии на победном чемпионате Европы-1976, в полуфинальном матче против сборной Нидерландов он открыл счёт, затем забил в собственные ворота, тем не менее, чехословакам удалось победить в дополнительное время со счётом 3:1. Финальный матч между Чехословакией и ФРГ завершился серией пенальти, Ондруш свою попытку, как и остальные чехословацкие футболисты, реализовал, войдя таким образом в число 9 футболистов, принявших участие в первой послематчевой серии пенальти на крупном международном турнире. На чемпионате Европы-1980 Ондруш также провёл все встречи без замен, а матч за 3-е место против сборной Италии 21 июня стал для него последним в составе сборной Чехословакии. Всего за сборную Антон Ондруш провёл 58 матчей, 30 из которых — в качестве капитана, забил 9 мячей.

## Достижения
- Чемпион Европы: 1976
- Бронзовый призёр чемпионата Европы: 1980
- Чемпион Чехословакии (2): 1973/74, 1974/75
- Обладатель Кубка Чехословакии: 1973/74